# 340ml
A 340ml egy Dél-Afrikában működő, eredetileg mozambiki együttes. A 340ml experimental popot, dub és alternatív zenét játszik. Tagjai: Paulo Jorge Chibanga, Rui Soreiro, Tiago Correira-Paulo és Pedro Pinto.
2000-ben alakultak meg Maputoban. Ska-s, dzsesszes és reggae-s elemeket is felhasználnak zenéjükben. Albumaikat a Sheer Sound, 340ml Music és az Arame Farpado kiadók dobják piacra. Az együttes Afrikán kívül ismeretlennek számít. 2018-ban 340million-re változtatták a nevüket.

## Diszkográfia
- Moving (2004)
- Sorry for the Delay (2008)